# オパヴァ
オパヴァ（チェコ語: Opava [ˈopava] ( 音声ファイル)）は、チェコ北東部モラヴィア・スレスコ州に位置するシレジアの中心都市である。人口は55,109人（2025年）。ドイツ語ではトロッパウ（Troppau）と呼ばれる。

## 交通
- オパヴァ・トロリーバス

## オパヴァゆかりの人物
- オパヴァのマルティン - 歴史家
- ヨハン・パリサ - 天文学者
- ヨゼフ・マリア・オルブリッヒ - 建築家
- ズデニェク・ポスペフ - サッカー選手
- エードゥアルト・フォン・ベーム＝エルモッリ-軍人
- ジョイ・アダムソン-ノンフィクション作家、ナチュラリスト、芸術家
- リボル・コザーク-サッカー選手

## 姉妹都市
- ラチブシュ、ポーランド[1]
- リプトフスキー・ミクラーシュ、スロバキア[1]
- ロート、ドイツ[1]
- カーニー、アメリカ[1]
- ジヴィエツ、ポーランド[1]